# Es (chirilic)
Es (С, с) este a nouăsprezecea literă în Bulgară, a nouăsprezecea literă în Rusă, și a douăzecișiuna literă în Sârbă. Arată ca un C din alfabetul latin. este unul din cele șapte litere din alfabetul chirilic care se aseamănă cu litere din alfabetul latin dar care se pronunță diferit. Reprezintă /s/ exceptând urmarea unei vocale palatalizante, ca în rusescul „сера” [ˈsʲɛrə] ('sulfur').